# 鹿野草蜥
鹿野草蜥（学名：Takydromus luyeanus），俗稱蛇舅母、舅母蛇(台)。一种分布于台湾的爬行动物，隶属于有鳞目蜥蜴科（正蜥科）草蜥属。

## 分類
本种原被视为台湾草蜥（Takydromus formosanus）。2008年台湾学者林思民和吕光洋根据线粒体DNA序列证据及形态特征，从台湾草蜥分出2个隐存种，本种为其中之一。模式产地为台东县鹿野乡。

## 描述
體型纖細、鱗片粗糙，成體吻肛長約4.2至5.5公分，尾長約為吻肛長的2.5至3倍（斷尾個體尾長較短）。雌雄二型性明顯，雄性生殖期有乳白或乳黃色斑點，雌性則為淡褐色。具有通常二對鼠蹊孔與三對頦下鱗，腹鱗帶稜脊。背鱗縱列數不超過43枚，第一趾節無彎曲。

## 棲地繁殖=
活動期為3月至11月，多數個體一年內性成熟，夜間常棲於禾草等植物上，適應開闊草地。卵生，一窩產2至3枚卵。此種於2008年正式命名，分子親緣上與分布偏北的翠斑草蜥為姊妹群，偶有雜交個體。

## 分布
台灣特有種，分布於花蓮與台東的低海拔草生環境，綠島亦可見，但蘭嶼無發現紀錄。花東縱谷及海岸山脈沿線各種草地—無論長草、短草或森林邊緣—均可孕育龐大族群。

## 保护
本种于2023年被收录入《有重要生态、科学、社会价值的陆生野生动物名录》。